# Coelops robinsoni
Coelops robinsoni је сисар из реда слепих мишева (Chiroptera).

## Угроженост
Ова врста се сматра рањивом у погледу угрожености врсте од изумирања.

## Распрострањење
Врста има станиште у Малезији и Индонезији.

## Станиште
Станиште врсте су шуме. 
Врста је присутна на подручју острва Борнео у Индонезији.